# 헥사메틸렌테트라민
헥사메틸렌테트라민(hexamethylenetetramine) 또는 메텐아민(methenamine, hexamine, urotropin)은 헤테로고리 유기화합물의 하나로, 화학식은 (CH2)6N4이다. 이 흰 결정 화합물은 물과 극유기용제에 매우 잘 녹는다. 아다만테인과 같은 새장과 같은 구조를 지니고 있다. 플라스틱, 약, 고무 첨가물 등 다른 화합물의 합성에 유용하다. 280 °C의 진공에서 승화된다.

## 합성, 구조, 반응
헥사메틸렌테트라민은 1859년 알렉산드르 부틀레로프에 의해 발견되었다. 폼알데하이드와 암모니아를 결합시켜서 산업적으로 준비된다. 반응은 기체상과 용액으로 수행할 수 있다.